# Montañas de la Reina Fabiola
Las montañas de la reina Fabiola son un grupo de montañas en la Antártida de 50 km de largo, que consisten principalmente en siete pequeños macizos que se extienden de norte a sur, formando una barrera parcial al flujo del hielo interior.  Las montañas se encuentran aisladas alrededor de 140 km al suroeste de la bahía de Lutzow-Holm. Las montañas fueron descubiertas y fotografiadas desde un avión por la expedición antártica belga bajo la dirección de Guido Derom el 8 de octubre de 1960.  Con el permiso del rey Bauduino de Bélgica, las montañas fueron nombradas con el nombre de su esposa Fabiola . En noviembre-diciembre de 1960, las montañas fueron visitadas por un grupo de la Expedición de Investigación Antártica Japonesa (JARE), 1957–1962, que realizó estudios geomorfológicos y geológicos.  Las llamaron con el nombre de montañas Yamato.  El macizo más alto es el monte Fukushima (2.470 m) 
La expedición japonesa de investigación antártica (JARE) encontró el meteorito marciano Yamato 000593 en el año 2000 en el glaciar Yamato, en las montañas de la reina Fabiola.  Con una masa de 13.7 kg, el Yamato 000593 es el segundo meteorito más grande de Marte encontrado en la Tierra.